# 1991 год в изобразительном искусстве СССР
1991 год — последний год существования СССР. Этот год был также отмечен рядом событий, оставивших свой след в истории изобразительного искусства.

## События
- В Париже вновь прошли выставки и аукционы русской живописи L' Ecole de Leningrad («Ленинградская школа»)[1], также состоялись выставки Charmes Russes[2], Leningrad Figuration[3] и Peinture Russe[4].

### Выставки

#### Ленинград

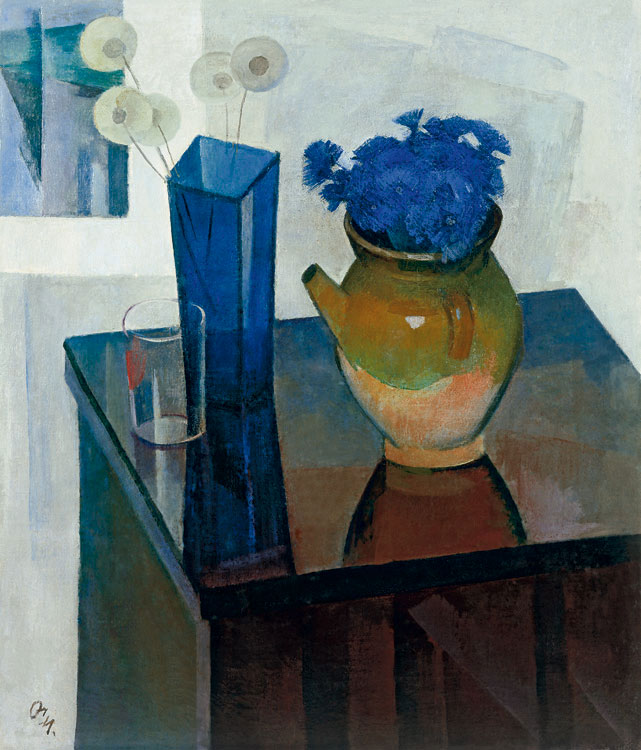
Сергей Осипов. Васильки. 1976

- 18 июля — в залах Ленинградской организации Союза художников РСФСР открылась выставка произведений Сергея Осипова (1915—1985)[5]. В том же году здесь состоялись персональные выставки произведений Глеба Савинова[6], Василия Голубева (1925—1985)[7], Виталия Тюленева[8], Семёна Ротницкого[9], Михаила Козелла[10]. В мае в залах ЛОСХ открылась традиционная выставка произведений ленинградских художников — ветеранов Великой Отечественной войны.[11]

## Деятели искусства

### Скончались
- 14 февраля — Ким Славин, художник-пейзажист (род. в 1928).
- 27 февраля — Алла Николаева, живописец (род. в 1916).
- 15 марта — Владимир Селезнёв, живописец (род. в 1928).
- 6 июля — Виктор Коровин Виктор Иванович, живописец (род. в 1936).
- 3 августа — Борис Угаров, живописец, народный художник СССР, президент Академии художеств СССР (род. в 1922).
- 5 сентября — Александр Пушнин, живописец и педагог (род. в 1921).
- 6 сентября — Татьяна Гагарина, скульптор (род. в 1941).
- 1 октября — Виктор Тетерин, живописец и график (род. в 1922).
- 21 октября — Лев Чегоровский, живописец и педагог (род. в 1914).
- 31 октября — Елена Жукова, живописец и график (род. в 1906).
- 11 ноября — Михаил Куприянов, народный художник СССР, участник творческого коллектива Кукрыниксы (род. в 1903).
- 11 ноября — Надежда Штейнмиллер, живописец и театральный художник (род. в 1915).
- 19 ноября — Василий Королёв, живописец и педагог (род. в 1911).
- 23 ноября — Николай Буранов, художник (род. в 1920).
- 10 декабря — Юрий Михайлов, живописец (род. в 1933).

Полная дата неизвестна
- Александр Ковалёв, скульптор, народный художник СССР, лауреат Сталинской премии (род. в 1915).
- Юрий Екубенко, скульптор (род. в 1931).